# ルイス1世 (ポルトガル王)
ルイス1世（ポルトガル語: Luís I、1838年10月31日 - 1889年10月19日）は、ポルトガル国王（在位：1861年11月11日 - 1889年10月19日）。「大衆王（o Popular）」と呼ばれる。

## 生涯
1831年にマリア2世とその王配で共治国王だったフェルナンド2世の次男としてリスボンで生まれる。1861年に兄王ペドロ5世が急死したことを受けて王位に即いた。ルイス1世は自らポルトガル語で詩を書くような文化人であったが、政治の分野では卓越した才能を持っていなかった。その治世、政府は共和派と王党派の間で揺れ動き、有効な施策を行なえなかった。普仏戦争に先立つスペインの王位継承者問題への関心にもかかわらず、教育・政局・科学技術・経済などといった内政は停滞し、他の西ヨーロッパ諸国と比してポルトガルはさらに没落した。植民地では、1875年にモザンビークのデラゴア湾がポルトガル領として承認された一方、アンゴラとモザンビークの間の地域を獲得しようとする活動は1885年にベルギーがコンゴ自由国を領有したことによって失敗した。
ルイス1世は科学、とくに海洋学に強い興味を示した。世界各地の海洋の標本を集めるための調査船に大量の資金を投入したことをはじめ、世界最初の水族館であるヴァスコ・ダ・ガマ水族館（Aquário Vasco da Gama）をリスボンに建設した。これは現在公開されており、10メートルものイカをはじめ、多くの海洋生物を飼育している。
1889年、カスカイスで崩御した。王位は長男のカルロス1世が嗣いだ。

## 家族
1862年にマリア・ピア・デ・サボイア（イタリア国王ヴィットーリオ・エマヌエーレ2世の王女）と結婚し、2男が生まれた。
- カルロス1世（1863年 - 1908年）
- アフォンソ（1865年 - 1920年） ポルト公爵